# Gare d’Exideuil
Gare d’Exideuil vasútállomás Franciaországban, Exideuil településen.

## Vasútvonalak
Az állomást az alábbi vasútvonalak érintik:
- Limoges-Bénédictins-Angoulême-vasútvonal

## Kapcsolódó állomások
A vasútállomáshoz az alábbi állomások vannak a legközelebb:
- Gare de Roumazières-Loubert
- Gare de Chabanais